# لورا رافولس
لورا رافولس باريلادا (من مواليد 23 يونيو 1990) هي لاعبة كرة قدم إسبانية سابقة كانت تلعب كحارسة مرمى. كانت قائدة لفريق برشلونة، وشاركت مع النادي في دوري أبطال أوروبا للسيدات.

## مسيرتها

### النادي
بدأت رافولس لعب كرة القدم لفريق أتليتيك فيلافرانكا للأولاد في سن الخامسة، نظرًا لأنه لم يكن هناك فريق للسيدات في فئتها العمرية في ذلك الوقت. وبعد ثلاث سنوات انضمت إلى فريق السيدات وظلت في النادي حتى انضمامها إلى برشلونة في الرابعة عشر من عمرها. بعد الهبوط إلى الدرجة الثانية في موسم 2007–08، حقق برشلونة العديد من الألقاب مع رافولس باعتبارها حارسة المرمى الأولى، بما في ذلك أربعة ألقاب دوري متتالية من عام 2012 حتى عام 2015؛ في كل تلك السنوات تلقت أقل عدد من الأهداف من بين كل الحارسات في الدوري.

### دوليًا
كانت رافولس إحدى حارسات مرمى منتخب إسبانيا تحت 19 سنة الذي شارك في بطولة الاتحاد الأوروبي لكرة القدم 2008. وكانت أيضًا قائدة لمنتخب كاتالونيا للسيدات.

## التعليم
لورا لها شهادة في العلاج الطبيعي الرياضي ودرجة الماجستير في النشاط البدني والصحة والتدريب.

## الإنجازات

### النادي
نادي برشلونة
- الدوري الإسباني (4): 2011–12، 2012–13، 2013–14، 2014–15
- الدوري الإسباني الدرجة الثانية: 2007–08
- كأس الملكة لكرة القدم (4): 2011، 2013، 2014، 2017.
- كوبا كاتالونيا (8): 2009، 2010، 2011، 2012، 2014، 2015، 2016، 2017